# Cerkiew św. Olgi w Grodnie
Cerkiew pod wezwaniem św. Olgi – prawosławna cerkiew pomocnicza w Grodnie, w sąsiedztwie soboru katedralnego Opieki Matki Bożej.
Świątynia należy do parafii katedralnej, wchodzącej w skład dekanatu grodzieńskiego
eparchii grodzieńskiej i wołkowyskiej Egzarchatu Białoruskiego Patriarchatu Moskiewskiego.

## Historia
Cerkiew powstała według projektu Wiktara Hłuchawa, dyrektora generalnego firmy „Hrodnażyłbud”. Budowę ukończono w 1995 r. Obiekt został poświęcony 24 lipca tego samego roku przez patriarchę moskiewskiego i całej Rusi Aleksego II.

## Architektura

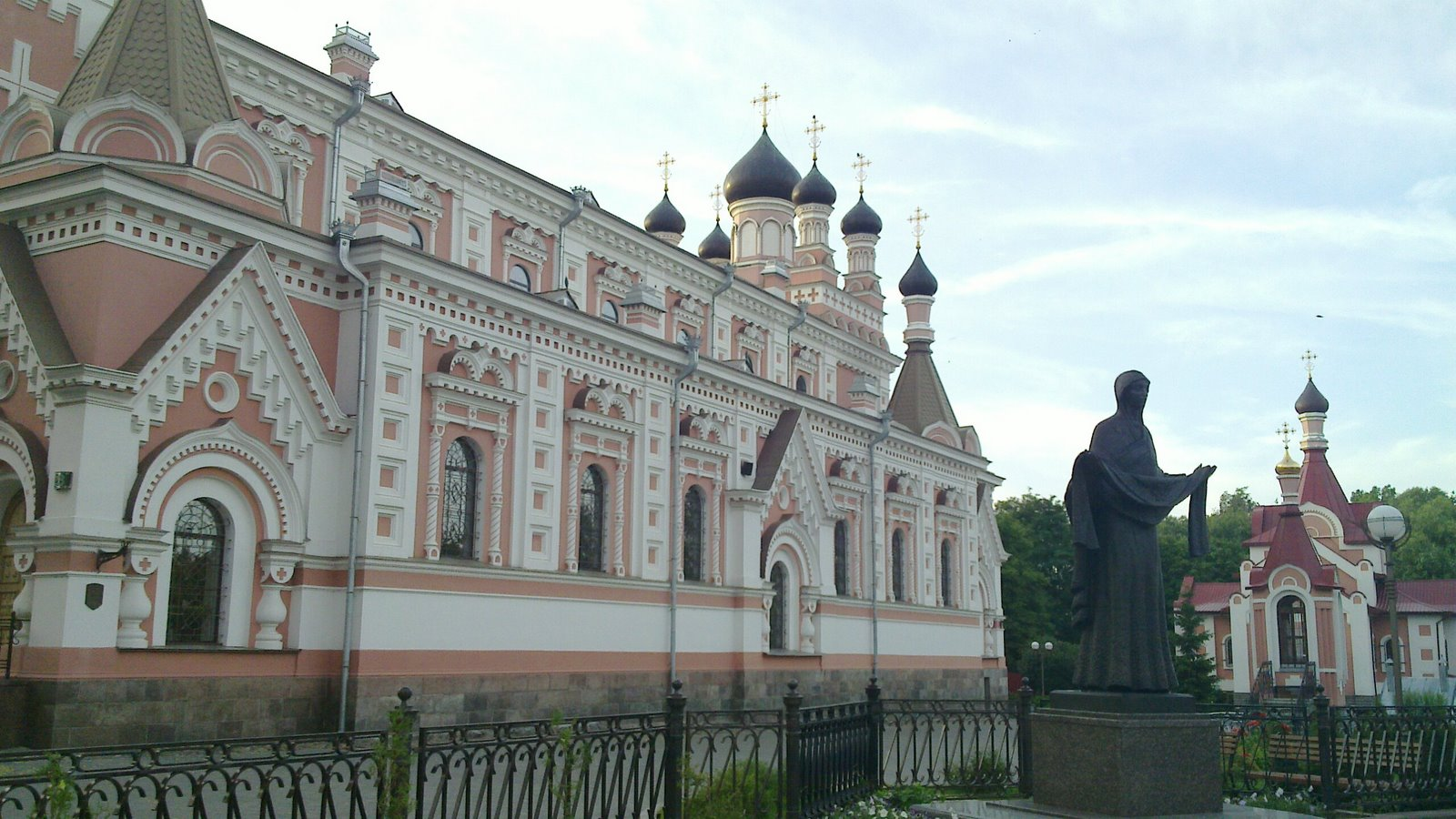
Położenie cerkwi św. Olgi względem soboru katedralnego, na zdjęciu widoczna też zwieńczona kopułą brama cerkiewna

Świątynia została wzniesiona z cegły, na planie krzyża greckiego. Jest to obiekt dwupoziomowy. Wejście do górnej cerkwi prowadzi przez przedsionek, poprzedzony perspektywicznym łukowatym portalem. Zadaszenie od strony fasady jest trójpoziomowe: najniższy nad przedsionkiem dach dwuspadowy, wyższy (również dwuspadowy) – nad częścią nawy przylegającą do przedsionka oraz najwyższy – dach namiotowy, będący częścią bębna, nad centralną częścią nawy. Bęben, na czworokątnej podstawie, jest zwieńczony ostrosłupowym hełmem z cebulastą kopułą. Dachy nad transeptem i prezbiterium są tej wysokości, co dach nad przedsionkiem. Okna górnej cerkwi (w ścianach i bębnie) mają kształt półkolisty, natomiast dolnej (umieszczone w podmurówce) są prostokątne. Do zakrystii (znajdującej się w transepcie) oraz do dolnej cerkwi prowadzą oddzielne wejścia.